# Albatárrech
Albatárrech o Albatarrech (en catalán y oficialmente Albatàrrec, pronunciación local [aɫβaˈtarek], pronunciación estándar [əɫβəˈtarək]) es un municipio español de la provincia de Lérida, situado en la comarca del Segriá, cercano a la capital provincial. Entre sus edificios principales se encuentra el Castillo de Albatárrech.

## Toponimia
Albatárrech viene del árabe Abu-al-Ṭāriq/أبو الطارق.

## Símbolos
El escudo de Albatarrech tiene el siguiente blasón:
«Escudo losanjado: de púrpura, un mundo cruzado con cruz potenzada de argén, cintrado de gules. Por timbre, una corona mural de pueblo.»
Fue aprobado el 28 de junio de 2002. El mundo es el señal tradicional del escudo del pueblo y es el atributo de san Salvador, patrón de la localidad.

## Geografía humana

### Demografía
Cuenta con una población de 2251 habitantes (INE 2024).
| Gráfica de evolución demográfica de Albatàrrec entre 1842 y 2021 |
| |
| Población de derecho según los censos de población del INE Población de hecho según los censos de población del INEEn estos censos se denominaba Albatarrech: 1842, 1857, 1860, 1877, 1887, 1897, 1900, 1910, 1920, 1930, 1940, 1950, 1960, 1970 y 1981 |

| 1900 | 1930 | 1950 | 1970 | 1981 | 1986 | 2014 |
| ---- | ---- | ---- | ---- | ---- | ---- | ---- |
| 564  | 840  | 807  | 1050 | 1066 | 1020 | 2120 |

## Economía

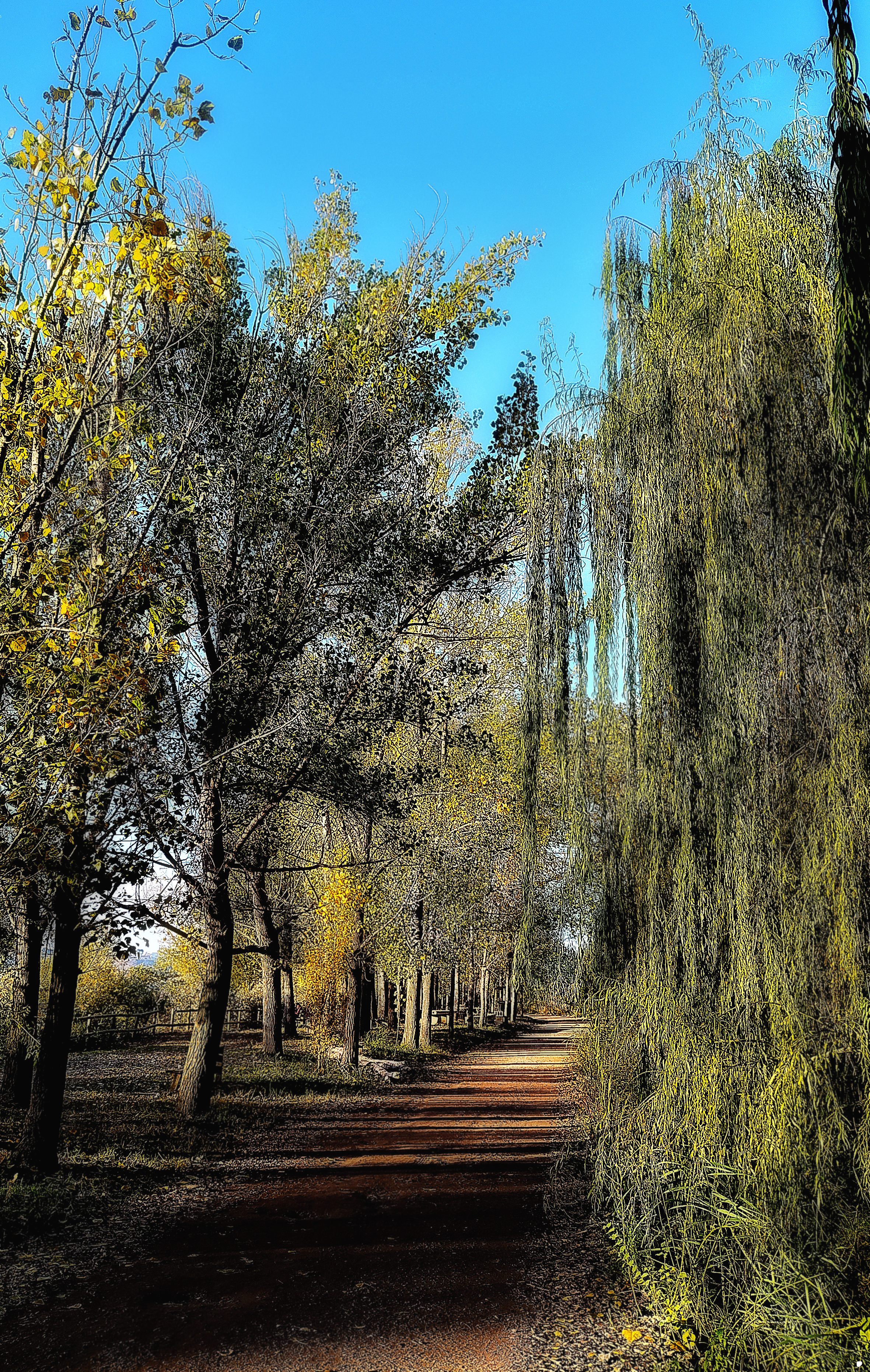
Chperal del Tofol

Agricultura de regadío y ganadería.

## Patrimonio
- Castillo de Albatárrech